# Arachnothryx monticola
Arachnothryx monticola är en måreväxtart som beskrevs av Attila L. Borhidi. Arachnothryx monticola ingår i släktet Arachnothryx och familjen måreväxter. Inga underarter finns listade i Catalogue of Life.